# Listracanthidae
De Listracanthidae zijn een voorgestelde familie van uitgestorven kraakbeenvissen. Ze omvat momenteel de geslachten Listracanthus en Acanthorhachis. 
De familie is niet als clade gedefinieerd. Zij behoort waarschijnlijk tot Elasmobranchii, maar de plaatsing ervan is onzeker. Beide geslachten staan bekend om hun kenmerkende stekelige huidtanden die de buitenkant van hun lange, slanke lichamen bedekken. Ze zijn bekend van het Viséen tot het Vroeg-Trias, voornamelijk van wat nu het noordelijk halfrond is. Er is echter een mogelijk voorval in Australië.

## Geslachten
- Listracanthus
- Acanthorhachis